# Amerikanisches Yorkshire
Das Amerikanische Yorkshire ist eine Schweinerasse aus den USA.

## Zuchtgeschichte
Das Amerikanische Yorkshire-Schwein ist die US-Version des englischen Yorkshire-Schweines. 1830 wurden die ersten Yorkshire-Schweine in die USA importiert, vor allem nach Ohio. Die geringe Wachstumsleistung dieser Tiere hielt ihre Zahl niedrig. Erst in den späten 1940er Jahren wurden Yorkshire-Schweine aus Kanada und England importiert und eingekreuzt. Durch Selektion stieg die Fleischleistung sprunghaft an.

## Charakteristika
- Farbe: weiß
- Stehohren
- gute Bemuskelung mit hohem Magerfleischanteil
- häufigste Schweinerasse in den USA

## Vorkommen heute
Heute finden sich Amerikanische Yorkshire in fast jedem US-Staat, vor allem aber in Illinois, Indiana, Iowa, Nebraska und Ohio. 

## Referenzen
- Jens Mecklenburg: Das andere Schweinebuch. Von Wild- und Hausschweinen, Glücksbringern und armen Sauen (= Landleben). Cadmos Verlag, Schwarzenbek 2011, ISBN 978-3-8404-3003-9, Yorkshire, S. 96–97.
- Yorkshire. National Swine Registry, abgerufen am 20. August 2012 (englisch).
- Oklahoma State University (englisch)